# Liste der Monuments historiques in Mantes-la-Jolie
Die Liste der Monuments historiques in Mantes-la-Jolie führt die Monuments historiques in der französischen Gemeinde Mantes-la-Jolie auf.

## Liste der Bauwerke
| Bezeichnung             | Beschreibung              | Standort                                             | Kennzeichnung | Schutzstatus   | Datum     | Bild           |
| ----------------------- | ------------------------- | ---------------------------------------------------- | ------------- | -------------- | --------- | -------------- |
| Stiftskirche Notre-Dame |                           | (Lage)                                               | PA00087508    | Classé         | 1840      | weitere Bilder |
| Kirche Ste-Anne         |                           | (Lage)                                               | PA00087509    | Classé         | 1862      | weitere Bilder |
| Kirche St-Maclou        |                           | (Lage)                                               | PA00087519    | Classé         | 1908      | weitere Bilder |
| Brunnen                 |                           | Place de l’Étape (Lage)                              | PA00087511    | Classé         | 1862      |                |
| Hôtel particulier       |                           | 1, rue Baudin (Lage)                                 | PA00087515    | Inscrit        | 1948      | weitere Bilder |
| Hôtel particulier       |                           | 8, rue Baudin (Lage)                                 | PA00087516    | Inscrit        | 1948      | weitere Bilder |
| Hôtel particulier       |                           | 10–12, rue Baudin 13, rue Gâte-Vigne (Lage)          | PA00087517    | Inscrit        | 1977      | weitere Bilder |
| Hôtel Carsillier        |                           | 6, rue Baudin (Lage)                                 | PA00087513    | Inscrit        | 1948      | weitere Bilder |
| Hôtel-Dieu              |                           | 7, place de l’Étape (Lage)                           | PA00087514    | Classé Inscrit | 1948 1964 | weitere Bilder |
| Porte des Comptes       |                           | Place de l’Étape (Lage)                              | PA00087512    | Classé         | 1966      |                |
| Porte aux Prêtres       | Erbaut im 13. Jahrhundert | 26, rue des Tanneries 21, quai des Cordeliers (Lage) | PA00087510    | Inscrit        | 1955      |                |
| Turm Saint-Martin       |                           | 44, rue des Martraits (Lage)                         | PA00087510    | Inscrit        | 1965      |                |
| Alte Brücke             |                           | (Lage)                                               | PA00087518    | Classé         | 1923      | weitere Bilder |

## Liste der Objekte

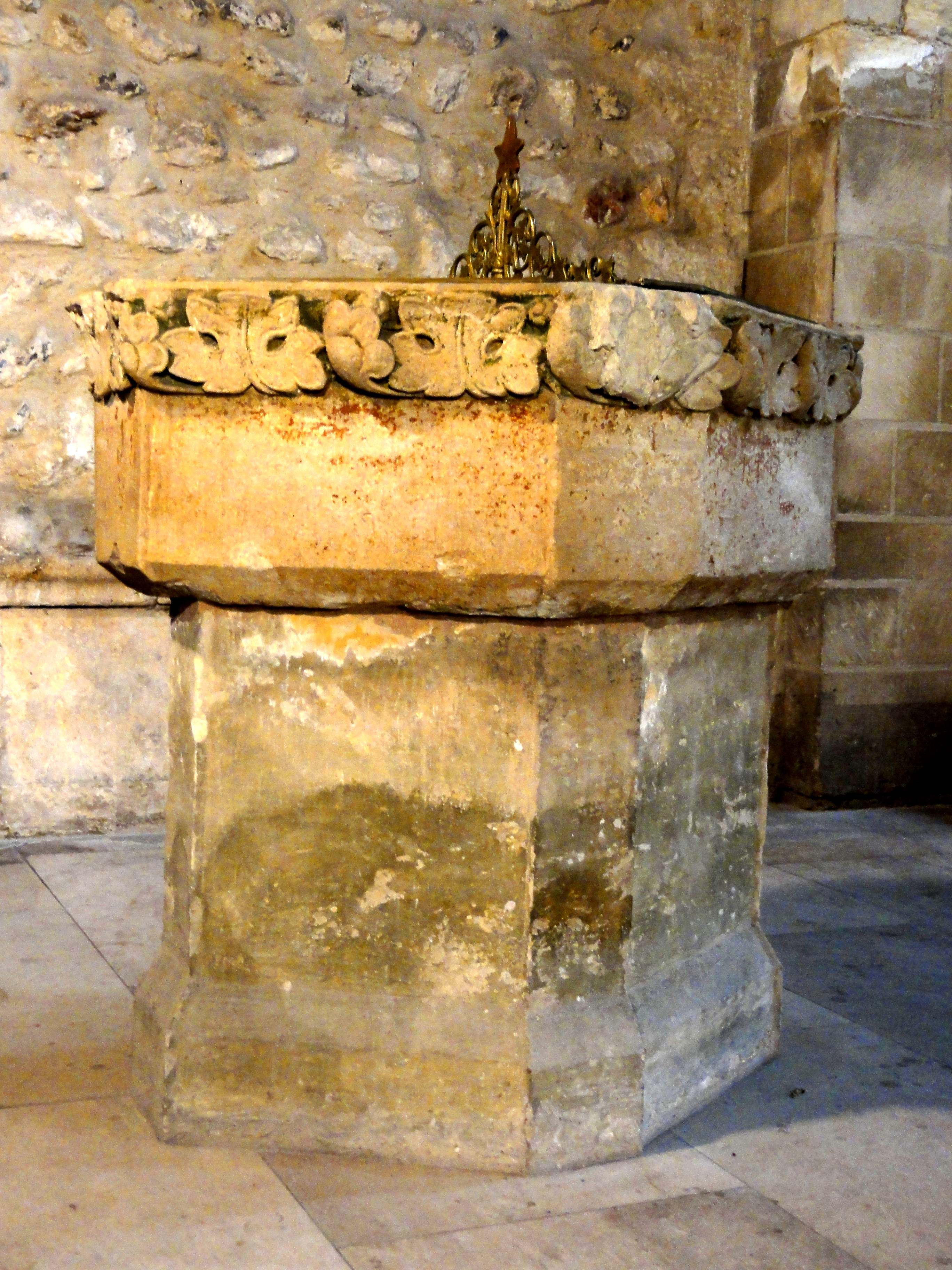
Taufbecken in Gassicourt

- Monuments historiques (Objekte) in Mantes-la-Jolie in der Base Palissy des französischen Kultusministeriums

Siehe auch: Taufbecken (Gassicourt)